# Paralotniarstwo na Igrzyskach Azjatyckich 2018
Paralotniarstwo na Igrzyskach Azjatyckich 2018 – jedna z dyscyplin rozgrywana podczas igrzysk azjatyckich w Dżakarcie i Palembangu. Zawody odbyły się w dniach 20 – 29 sierpnia w Puncak w stolicy Indonezji. Do rywalizacji w sześciu konkurencjach przystąpiło 109 zawodników z 18 państw.

## Uczestnicy
W zawodach wzięło udział 109 zawodników z 18 państw.
| Reprezentacja    | Liczba zawodników |
| ---------------- | ----------------- |
| Afganistan       | 8                 |
| Arabia Saudyjska | 5                 |
| Chiny            | 8                 |
| Chińskie Tajpej  | 5                 |
| Hongkong         | 6                 |
| Indonezja        | 11                |
| Iran             | 3                 |
| Japonia          | 8                 |
| Katar            | 2                 |
| Korea Południowa | 8                 |
| Kuwejt           | 5                 |
| Laos             | 5                 |
| Malezja          | 9                 |
| Mongolia         | 8                 |
| Nepal            | 8                 |
| Pakistan         | 1                 |
| Singapur         | 1                 |
| Tajlandia        | 8                 |
| 18 reprezentacji | 109               |

## Medaliści
| Konkurencja                    | Złoto                                                                                              | Srebro                                                                                       | Brąz |           |
| Mężczyźni                      | Mężczyźni                                                                                          | Mężczyźni                                                                                    | Mężczyźni | Mężczyźni |
| ------------------------------ | -------------------------------------------------------------------------------------------------- | -------------------------------------------------------------------------------------------- | --- | --------- |
| Indywidualne zawody precyzyjne | Jafro Megawanto                                                                                    | Jirasak Witeetham                                                                            | Lee Chul-soo                                                                                                 | [ 3 ]     |
| Drużynowe zawody precyzyjne    | Indonezja · Aris Apriansyah · Joni Efendi · Jafro Megawanto · Hening Paradigma · Roni Pratama      | Korea Południowa · Kim Jin-oh · Lee Chang-min · Lee Chul-soo · Lee Seong-min · Lim Moon-seob | Tajlandia · Sarayut Chinpongsatorn · Tanapat Luangiam · Mongkut Preecha · Jirasak Witeetham · Nithat Yangjui | [ 4 ]     |
| Drużynowe zawody przelotowe    | Japonia · Yoshiaki Hirokawa · Takuo Iwasaki · Taro Kamiyama · Yoshiki Kuremoto · Yoshiaki Nakagawa | Nepal · Bimal Adhikari · Bijay Gautam · Sushil Gurung · Yukesh Gurung · Bishal Thapa         | Indonezja · Aris Apriansyah · Joni Efendi · Jafro Megawanto · Hening Paradigma · Roni Pratama                | [ 5 ]     |
| Kobiety                        | |                                                                                              | |           |
| Indywidualne zawody precyzyjne | Nunnapat Phuchong                                                                                  | Lee Da-gyeom                                                                                 | Rika Wijayanti                                                                                               | [ 6 ]     |
| Drużynowe zawody precyzyjne    | Tajlandia · Chantika Chaisanuk · Nunnapat Phuchong · Narubhorn Wathaya                             | Indonezja · Ike Ayu Wulandari · Andriana Lis · Rika Wijayanti                                | Korea Południowa · Baek Jin-hee · Jang Woo-young · Lee Da-gyeom                                              | [ 7 ]     |
| Drużynowe zawody przelotowe    | Korea Południowa · Baek Jin-hee · Jang Woo-young · Lee Da-gyeom                                    | Japonia · Keiko Hiraki · Nao Mochizuki · Atsuko Yamashita                                    | Indonezja · Ike Ayu Wulandari · Andriana Lis · Rika Wijayanti                                                | [ 8 ]     |

## Tabela medalowa
| Pozycja | Reprezentacja    | Złoto | Srebro | Brąz | Razem |
| ------- | ---------------- | ----- | ------ | ---- | ----- |
| 1.      | Indonezja        | 2     | 1      | 3    | 6     |
| 2.      | Tajlandia        | 2     | 1      | 1    | 4     |
| 3.      | Korea Południowa | 1     | 2      | 2    | 5     |
| 4.      | Japonia          | 1     | 1      | 0    | 2     |
| 5.      | Nepal            | 0     | 1      | 0    | 1     |
| Razem   | Razem            | 6     | 6      | 6    | 18    |